# Etlingera yunnanensis
Etlingera yunnanensis är en enhjärtbladig växtart som först beskrevs av Te Lin Wu och Sen Jen Chen, och fick sitt nu gällande namn av Rosemary Margaret Smith. Etlingera yunnanensis ingår i släktet Etlingera och familjen Zingiberaceae. Inga underarter finns listade i Catalogue of Life.